# Mistrovství Evropy v krasobruslení 2012
Mistrovství Evropy v krasobruslení 2012 pořádalo britské město Sheffield v období od 23. do 29. ledna. Soutěže probíhaly v sheffieldské aréně ve čtyřech kategoriích – muži, ženy, sportovní dvojice a taneční páry.
Spojené království hostilo mistrovství Evropy počtvrté. Předchozí šampionáty v něm proběhly v letech 1933, 1939 v Londýně a roku 1989 v Birminghamu.

## Kvalifikační kritéria
Šampionátu se mohli účastnit krasobruslaři registrovaní v evropských národních svazech, kteří k 1. červenci 2011 dovršili minimální hranici 15 let věku.
Na šampionát se mohli kvalifikovat pouze krasobruslaři, kteří překročili minimální hodnotu v technických elementech (technical elements score; TES) na mezinárodní soutěži v průběhu aktuální či předchozí sezóny. Minimální hranice technických elementů (TES) v jednotlivých disciplínách je uvedena v tabulce:
|                          | Minimální TES programu | Minimální TES programu | Minimální TES programu | Minimální TES programu |
| Soutěž                   | Krátký program         | Volná jízda            |                        |                        |
| Muži                     | 20                     | 35                     |                        |                        |
| Ženy                     | 15                     | 25                     |                        |                        |
| Sportovní dvojice        | 17                     | 30                     |                        |                        |
| Taneční páry             | 17                     | 27                     |                        |                        |
| ------------------------ | ---------------------- | ---------------------- | ---------------------- | ---------------------- |
| TES – technické elementy |                        |                        |                        |                        |

O počtu účastníku z jednotlivých států rozhodlo umístění na předešlém mistrovství Evropy.
| Počet | Muži                            | Ženy                                    | Sportovní dvojice                                 | Taneční páry                                              |
| ----- | ------------------------------- | --------------------------------------- | ------------------------------------------------- | --------------------------------------------------------- |
| 3     | Francie Česko Rusko             | Itálie Rusko                            | Německo Rusko                                     | Francie Rusko                                             |
| 2     | Belgie Itálie Švédsko Španělsko | Švýcarsko Finsko Švédsko Belgie Francie | Itálie Česko Spojené království Francie Bělorusko | Itálie Německo Maďarsko Česko Ukrajina Spojené království |

## Program

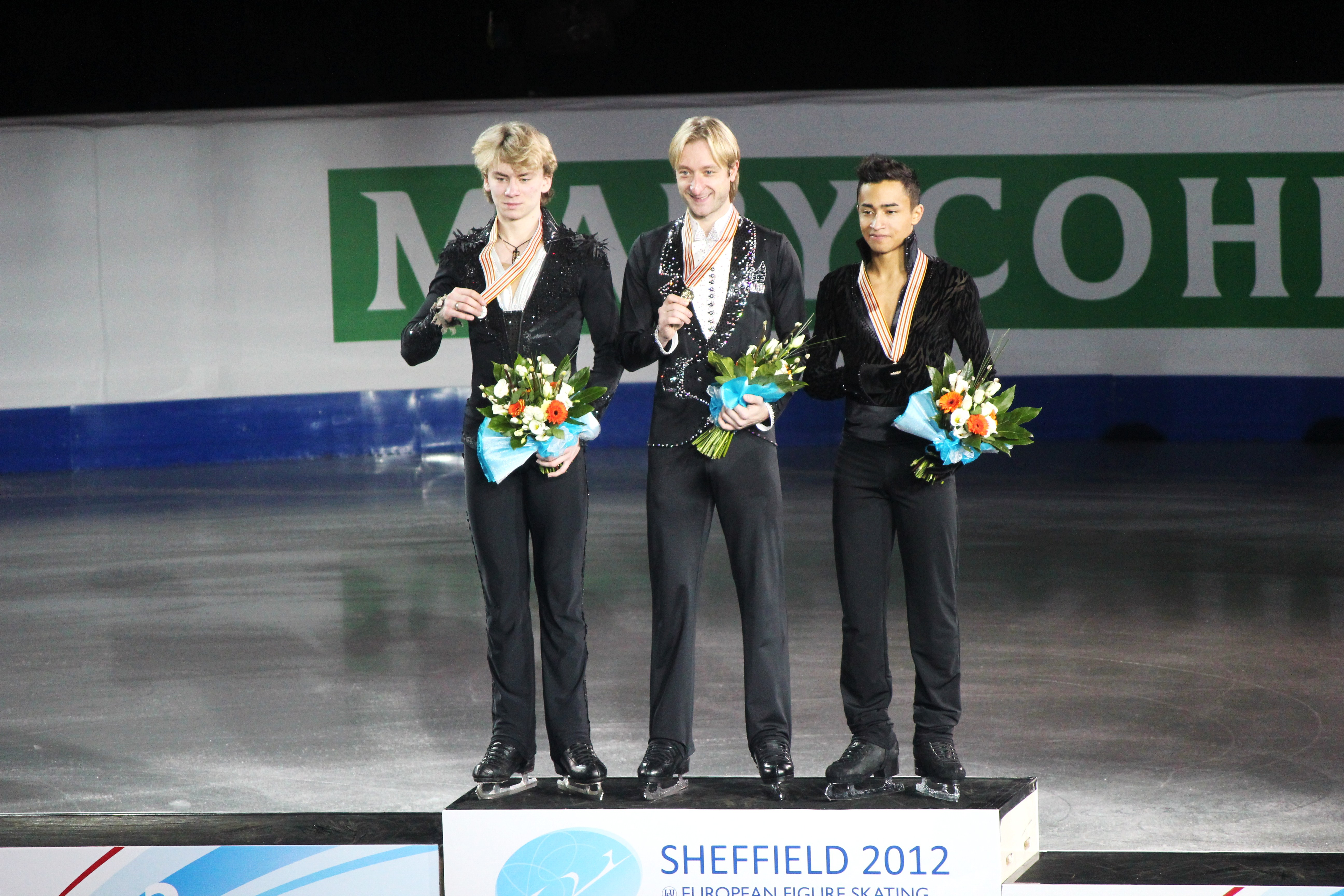
Stupně vítězů mužů: Artur Gačinskij • Jevgenij Pljuščenko • Florent Amodio

Zahájení událostí je uváděno ve Středoevropském čase.
| Datum              | Čas / Událost                                                                                              |
| ------------------ | --- |
| Pondělí, 23. ledna | 16:00 h Taneční páry: kvalifikace – volný tanec 19:30 h Muži: kvalifikace – volná jízda                    |
| Úterý, 24. ledna   | 15:00 h Ženy: kvalifikace – volná jízda                                                                    |
| Středa, 25. ledna  | 15:00 h Taneční páry: krátký tanec 18:45 h Zahajovací ceremoniál 19:30 h Sportovní dvojice: krátký program |
| Čtvrtek, 26. ledna | 14:00 h Muži: krátký program 19:30 h Sportovní dvojice: volná jízda                                        |
| Pátek, 27. ledna   | 14:00 h Ženy: krátký program 19:00 h Taneční páry: volný tanec                                             |
| Sobota, 28. ledna  | 12:55 h Ženy: volná jízda 18:30 h Muži: volná jízda                                                        |
| Neděle, 29. ledna  | 14:30 h Exhibice                                                                                           |

## Mediální pokrytí
Mistrovství Evropy vysílal veřejnoprávní program ČT4. Komentoval jej Miroslav Langer.

## Účastníci
Polina Korobejnikovová tvořila součást ruské výpravy, přestože nebylo jisté, zdali obdrží britské vízum, které jí bylo nakonec včas uděleno.
V lednu 2012 vydala Mezinárodní bruslařská unie prohlášení, v němž potvrdila účast ruského krasobruslaře Jevgenije Pljuščenka, přestože nesplnil kritérium minimální hodnoty technických elementů v minulé ani aktuální sezóně na mezinárodní soutěži.
12. ledna 2012 bylo oznámeno, že ruský pár Juko Kavagutiová a Alexandr Smirnov, se odhlásil ze soutěže. Důvodem byl chirurgický výkon týden před mistrovstvím – apendektomie u Smirnova. Nahradila je další ruská dvojice Xenia Stolbovová a Fjodor Klimov.

## Zahajovací ceremoniál
Choreografem zahajovacího ceremoniálu, který proběhl v pondělí 23. ledna, byl Robin Cousins. Na ledě se objevilo 100 mladých krasobruslařů z Velké Británie a přítomen byl také člen královské rodiny princ Edward.

## Výsledky soutěží
Legenda
- CH – celkové hodnocení
- WD – odstoupení

### Muži
Jevgenij Pljuščenko vyhrál kvalifikaci. Prvních jedenáct krasobruslařů z ní postoupilo do krátkého programu, aby se připojilo k sedmnácti přímo postupujícím. Závodník hostující země Jason Thompson postoupil z kvalifikace jako třináctý. V krátkém programu zvítězil těsně před Pljuščenkem Rus Artur Gačinskij.
| Pořadí                            | Jméno                | Stát               | CH     | Kvalifikace | Kvalifikace | Krátký program | Krátký program | Volná jízda | Volná jízda |
| --------------------------------- | -------------------- | ------------------ | ------ | ----------- | ----------- | -------------- | -------------- | ----------- | ----------- |
| 1.                                | Jevgenij Pljuščenko  | Rusko              | 261.23 | 1           | 157.52      | 2              | 84.71          | 1           | 176.52      |
| 2.                                | Artur Gačinskij      | Rusko              | 246.27 |             |             | 1              | 84.80          | 2           | 161.47      |
| 3.                                | Florent Amodio       | Francie            | 234.18 |             |             | 5              | 78.48          | 3           | 155.70      |
| 4.                                | Michal Březina       | Česko              | 229.30 |             |             | 6              | 76.13          | 4           | 153.17      |
| 5.                                | Tomáš Verner         | Česko              | 225.36 |             |             | 3              | 81.14          | 6           | 144.22      |
| 6.                                | Javier Fernández     | Španělsko          | 222.26 |             |             | 4              | 80.11          | 7           | 142.15      |
| 7.                                | Samuel Contesti      | Itálie             | 212.32 |             |             | 11             | 66.86          | 5           | 145.46      |
| 8.                                | Brian Joubert        | Francie            | 207.83 |             |             | 10             | 67.92          | 8           | 139.91      |
| 9.                                | Jorik Hendrickx      | Belgie             | 204.63 |             |             | 8              | 68.98          | 9           | 135.65      |
| 10.                               | Sergej Voronov       | Rusko              | 195.89 |             |             | 14             | 60.88          | 10          | 135.01      |
| 11.                               | Alexander Majorov    | Švédsko            | 193.18 |             |             | 9              | 68.33          | 11          | 124.85      |
| 12.                               | Chafik Besseghier    | Francie            | 181.85 |             |             | 12             | 63.12          | 13          | 118.73      |
| 13.                               | Kim Lucine           | Monako             | 179.33 |             |             | 16             | 57.64          | 12          | 121.69      |
| 14.                               | Zoltán Kelemen       | Rumunsko           | 178.02 | 2           | 114.64      | 15             | 60.12          | 14          | 117.90      |
| 15.                               | Peter Liebers        | Německo            | 176.75 |             |             | 13             | 61.08          | 16          | 115.67      |
| 16.                               | Paolo Bacchini       | Itálie             | 169.40 |             |             | 17             | 55.77          | 18          | 114.34      |
| 17.                               | Paul Fentz           | Německo            | 169.40 | 4           | 107.92      | 23             | 51.74          | 15          | 117.66      |
| 18.                               | Viktor Pfeifer       | Rakousko           | 168.92 |             |             | 21             | 53.58          | 17          | 115.34      |
| 19.                               | Maciej Cieplucha     | Polsko             | 166.86 | 3           | 108.53      | 20             | 54.17          | 19          | 112.69      |
| 20.                               | Justus Strid         | Dánsko             | 156.33 | 6           | 103.04      | 18             | 54.71          | 21          | 101.62      |
| 21.                               | Dmitrij Ignatěnko    | Ukrajina           | 154.88 |             |             | 24             | 51.61          | 20          | 103.27      |
| 22.                               | Alexej Byčenko       | Izrael             | 141.19 | 5           | 106.19      | 19             | 54.69          | 22          | 86.50       |
| 23.                               | Viktor Romaněnkov    | Estonsko           | 135.09 | 8           | 95.86       | 22             | 52.24          | 23          | 82.85       |
| WD                                | Kevin van der Perren | Belgie             |        |             |             | 7              | 71.05          |             |             |
| Nepostoupili do volných jízd      |                      |                    |        |             |             |                |                |             |             |
| 24.                               | Jason Thompson       | Spojené království |        | 13          | 89.63       | 25             | 51.42          |             |             |
| 25.                               | Pavel Kaška          | Česko              |        | 11          | 93.10       | 26             | 51.34          |             |             |
| 26.                               | Vitalij Lučanok      | Bělorusko          |        | 7           | 98.28       | 27             | 48.32          |             |             |
| 27.                               | Slavik Hajrapetjan   | Arménie            |        | 10          | 93.19       | 28             | 45.75          |             |             |
| 28.                               | Ali Demirboga        | Turecko            |        | 9           | 93.99       | 29             | 45.54          |             |             |
| Nepostoupili do krátkého programu |                      |                    |        |             |             |                |                |             |             |
| 29.                               | Laurent Alvarez      | Švýcarsko          |        | 12          | 90.70       |                |                |             |             |
| 30.                               | Márton Markó         | Maďarsko           |        | 14          | 85.41       |                |                |             |             |
| 31.                               | Manol Atanassov      | Bulharsko          |        | 15          | 81.07       |                |                |             |             |
| WD                                | Ari-Pekka Nurmenkari | Finsko             |        |             |             |                |                |             |             |

### Ženy
Do kvalifikace nastoupilo 23 žen, z nichž do krátkého programu postoupilo deset nejlepších. Přímý postup si zajistilo dalších 18 krasobruslařek. Vítězkou kvalifikace se stala patnáctiletá Ruska Polina Korobejnikovová, která po 12. příčce v krátkém programu postoupila na konečné 4. místo. Mistryní Evropy se počtvrté stala Italka Carolina Kostnerová, která ovládla jak krátký program tak i volné jízdy.
| Pořadí                            | Jméno                     | Stát               | CH     | Kvalifikace | Kvalifikace | Krátký program | Krátký program | Volná jízda | Volná jízda |
| --------------------------------- | ------------------------- | ------------------ | ------ | ----------- | ----------- | -------------- | -------------- | ----------- | ----------- |
| 1.                                | Carolina Kostnerová       | Itálie             | 183.55 |             |             | 1              | 63.22          | 1           | 120.33      |
| 2.                                | Kiira Korpiová            | Finsko             | 166.94 |             |             | 2              | 61.80          | 4           | 105.14      |
| 3.                                | Elene Gedevanišviliová    | Gruzie             | 165.93 |             |             | 4              | 57.14          | 3           | 108.79      |
| 4.                                | Polina Korobejnikovová    | Rusko              | 164.13 | 1           | 109.73      | 12             | 49.41          | 2           | 114.72      |
| 5.                                | Viktoria Helgessonová     | Švédsko            | 160.82 |             |             | 5              | 55.68          | 5           | 105.14      |
| 6.                                | Xenia Makarovová          | Rusko              | 159.59 |             |             | 3              | 57.55          | 7           | 102.04      |
| 7.                                | Alena Leonovová           | Rusko              | 158.78 |             |             | 6              | 54.50          | 6           | 104.28      |
| 8.                                | Valentina Marcheiová      | Itálie             | 146.84 |             |             | 7              | 53.52          | 9           | 93.32       |
| 9.                                | Yrétha Silétéová          | Francie            | 145.50 | 4           | 90.38       | 8              | 52.75          | 11          | 92.75       |
| 10.                               | Joshi Helgessonová        | Švédsko            | 145.11 | 2           | 96.27       | 9              | 52.32          | 10          | 92.79       |
| 11.                               | Jelena Glebovová          | Estonsko           | 141.92 |             |             | 10             | 52.32          | 13          | 89.60       |
| 12.                               | Natalia Popovová          | Ukrajina           | 138.60 | 5           | 88.70       | 19             | 43.75          | 8           | 94.85       |
| 13.                               | Maé Bérénice Méitéová     | Francie            | 137.33 |             |             | 11             | 49.86          | 15          | 87.47       |
| 14.                               | Monika Simančíková        | Slovensko          | 136.79 | 3           | 91.99       | 14             | 46.39          | 12          | 90.40       |
| 15.                               | Sonia Lafuenteová         | Španělsko          | 133.64 |             |             | 13             | 47.34          | 16          | 86.30       |
| 16.                               | Alina Fjodorovová         | Lotyšsko           | 133.48 | 6           | 87.82       | 18             | 44.37          | 14          | 89.11       |
| 17.                               | Juulia Turkkilaová        | Finsko             | 130.33 |             |             | 15             | 45.65          | 17          | 84.68       |
| 18.                               | Jenna McCorkellová        | Spojené království | 125.41 |             |             | 16             | 45.32          | 19          | 80.09       |
| 19.                               | Isabelle Piemanová        | Belgie             | 122.13 |             |             | 17             | 44.39          | 20          | 77.74       |
| 20.                               | Romy Bühlerová            | Švýcarsko          | 121.25 |             |             | 24             | 38.14          | 18          | 83.11       |
| 21.                               | Myriam Leuenbergerová     | Švýcarsko          | 117.73 |             |             | 21             | 41.77          | 21          | 75.96       |
| 22.                               | Nathalie Weinzierlová     | Německo            | 115.89 |             |             | 20             | 42.56          | 22          | 73.33       |
| 23.                               | Francesca Riová           | Itálie             | 108.66 | 7           | 73.23       | 22             | 40.02          | 23          | 68.64       |
| 24.                               | Karina Sinding Johnsonová | Dánsko             | 92.12  |             |             | 23             | 38.23          | 24          | 53.89       |
| Nepostoupily do volných jízd      |                           |                    |        |             |             |                |                |             |             |
| 25.                               | Fleur Maxwellová          | Lucembursko        |        | 9           | 67.35       | 25             | 37.06          |             |             |
| 26.                               | Kaat Van Daeleová         | Belgie             |        | 10          | 67.22       | 26             | 35.11          |             |             |
| 27.                               | Chelsea Rose Chiappaová   | Maďarsko           |        |             |             | 27             | 34.46          |             |             |
| 28.                               | Clara Petersová           | Irsko              |        | 8           | 69.92       | 28             | 30.88          |             |             |
| Nepostoupily do krátkého programu |                           |                    |        |             |             |                |                |             |             |
| 29.                               | Birce Atabeyová           | Turecko            |        | 11          | 65.98       |                |                |             |             |
| 30.                               | Kerstin Franková          | Rakousko           |        | 12          | 65.86       |                |                |             |             |
| 31.                               | Rimgailė Meškaitėová      | Litva              |        | 13          | 65.38       |                |                |             |             |
| 32.                               | Manouk Gijsmanová         | Nizozemsko         |        | 14          | 64.07       |                |                |             |             |
| 33.                               | Patricia Gleščičová       | Slovinsko          |        | 15          | 63.06       |                |                |             |             |
| 34.                               | Camilla Gjersemová        | Norsko             |        | 16          | 63.04       |                |                |             |             |
| 35.                               | Xenia Bakuševová          | Bělorusko          |        | 17          | 61.60       |                |                |             |             |
| 36.                               | Eliška Březinová          | Česko              |        | 18          | 60.43       |                |                |             |             |
| 37.                               | Daniela Stoevaová         | Bulharsko          |        | 19          | 60.33       |                |                |             |             |
| 38.                               | Georgia Glastrisová       | Řecko              |        | 20          | 58.85       |                |                |             |             |
| 39.                               | Sabina Măriuţăová         | Rumunsko           |        | 21          | 57.15       |                |                |             |             |
| 40.                               | Marina Seehová            | Srbsko             |        | 22          | 52.24       |                |                |             |             |
| 41.                               | Mirna Librićová           | Chorvatsko         |        | 23          | 50.70       |                |                |             |             |

### Sportovní dvojice
Do soutěže nastoupilo pouze 19 párů, čímž se neuskutečnila kvalifikace. Obhájci titulu Němci Aljona Savčenková a Robin Szolkowy odstoupili před krátkým programem pro zranění. Mistrem Evropy se stala ruská dvojice Taťjana Volosožarová a Maxim Traňkov, jež vyhrála krátký program i volné jízdy. Během dopoledního tréninku před volnými jízdami 26. ledna se srazili němečtí partneři Mari Vartmannová a Daniel Wende, když se snažili vyhnout francouzskému páru.
| Pořadí                       | Dvojice                                        | Stát               | CH     | Krátký program | Krátký program | Volná jízda | Volná jízda |
| ---------------------------- | ---------------------------------------------- | ------------------ | ------ | -------------- | -------------- | ----------- | ----------- |
| 1.                           | Taťjana Volosožarová / Maxim Traňkov           | Rusko              | 210.45 | 1              | 72.80          | 1           | 137.65      |
| 2.                           | Věra Bazarovová / Jurij Larionov               | Rusko              | 193.79 | 2              | 66.89          | 2           | 126.90      |
| 3.                           | Xenia Stolbovová / Fjodor Klimov               | Rusko              | 171.81 | 3              | 58.66          | 3           | 113.15      |
| 4.                           | Stefania Bertonová / Ondřej Hotárek            | Itálie             | 158.99 | 4              | 54.38          | 4           | 104.61      |
| 5.                           | Mari Vartmannová / Aaron Van Cleave            | Německo            | 154.99 | 7              | 52.00          | 5           | 102.99      |
| 6.                           | Vanessa Jamesová / Morgan Ciprès               | Francie            | 151.93 | 8              | 51.81          | 6           | 100.12      |
| 7.                           | Maylin Hauschová / Daniel Wende                | Německo            | 148.82 | 5              | 54.03          | 7           | 94.79       |
| 8.                           | Daria Popovová / Bruno Massot                  | Francie            | 139.98 | 6              | 53.91          | 9           | 86.07       |
| 9.                           | Stacey Kempová / David King                    | Spojené království | 138.39 | 9              | 45.75          | 8           | 92.64       |
| 10.                          | Ljubov Bakirovová / Mikalaj Kamjančuk          | Bělorusko          | 122.25 | 14             | 39.06          | 10          | 83.19       |
| 11.                          | Danielle Montalbanová / Jevgenij Krasnopolskij | Izrael             | 120.32 | 12             | 41.69          | 11          | 78.63       |
| 12.                          | Carolina Gillespieová / Luca Dematté           | Itálie             | 120.11 | 11             | 42.75          | 12          | 77.36       |
| 13.                          | Alexandra Herbríková / Rudy Halmaert           | Česko              | 115.87 | 10             | 42.99          | 14          | 72.88       |
| 14.                          | Anaïs Morandová / Timothy Leemann              | Švýcarsko          | 114.20 | 13             | 41.48          | 15          | 72.72       |
| 15.                          | Stina Martiniová / Severin Kiefer              | Rakousko           | 112.10 | 15             | 38.05          | 13          | 74.05       |
| 16.                          | Sally Hoolinová / James Hunt                   | Spojené království | 94.08  | 16             | 33.41          | 16          | 60.67       |
| Nepostoupili do volných jízd |                                                |                    |        |                |                |             |             |
| 17.                          | Jelizaveta Makarovová / Leri Kenčadze          | Bulharsko          |        | 17             | 32.80          |             |             |
| 18.                          | Maria Paljakovová / Michail Fomičev            | Bělorusko          |        | 18             | 28.33          |             |             |
| WD                           | Aljiona Savčenková / Robin Szolkowy            | Německo            |        |                |                |             |             |

### Taneční páry
19 tanečních párů soutěžilo v kvalifikaci. Prvních osm dvojic postoupilo do krátkého tance, kde se připojilo k dvanáctce přímo postupujících. Vítězem kvalifikace se stal pár Julia Zlobinová a Alexej Sitnikov V krátkém tanci trimfovala dvojice Jekatěrina Bobrovová a Dmitrij Solovjov, druzí skončili Nathalie Pechalatová a Fabian Bourzat a třetí Jekatěrina Rjazanovová a Ilja Tkačenko. Titul mistrů Evropy obhájil francouzský pár Pechalatová a Bourzat.
| Pořadí                         | Pár                                        | Stát               | CH     | Kvalifikace | Kvalifikace | Krátký tanec | Krátký tanec | Volný tanec | Volný tanec |
| ------------------------------ | ------------------------------------------ | ------------------ | ------ | ----------- | ----------- | ------------ | ------------ | ----------- | ----------- |
| 1.                             | Nathalie Péchalatová / Fabian Bourzat      | Francie            | 164.18 |             |             | 2            | 64.89        | 1           | 99.29       |
| 2.                             | Jekatěrina Bobrovová / Dmitrij Solovjov    | Rusko              | 160.23 |             |             | 1            | 65.06        | 2           | 95.17       |
| 3.                             | Jelena Ilinychová / Nikita Kacalapov       | Rusko              | 153.12 |             |             | 7            | 59.49        | 3           | 93.63       |
| 4.                             | Anna Cappelliniová / Luca Lanotte          | Itálie             | 153.09 |             |             | 6            | 59.62        | 4           | 93.47       |
| 5.                             | Jekatěrina Rjazanovová / Ilja Tkačenko     | Rusko              | 152.22 |             |             | 3            | 61.34        | 5           | 90.88       |
| 6.                             | Penny Coomesová / Nicholas Buckland        | Spojené království | 145.31 |             |             | 4            | 59.78        | 6           | 85.53       |
| 7.                             | Pernelle Carronová / Lloyd Jones           | Francie            | 142.27 |             |             | 8            | 57.40        | 7           | 84.87       |
| 8.                             | Nelli Zhiganshinová / Alexander Gazsi      | Německo            | 140.84 |             |             | 9            | 56.79        | 8           | 84.05       |
| 9.                             | Isabella Tobiasová / Deividas Stagniūnas   | Litva              | 139.53 |             |             | 5            | 59.66        | 10          | 79.87       |
| 10.                            | Julia Zlobinová / Alexej Sitnikov          | Ázerbájdžán        | 133.04 | 1           | 81.55       | 11           | 49.66        | 9           | 83.38       |
| 11.                            | Charlène Guignardová / Marco Fabbri        | Itálie             | 129.46 | 2           | 74.34       | 10           | 52.45        | 11          | 77.01       |
| 12.                            | Tanja Kolbeová / Stefano Caruso            | Německo            | 123.89 | 6           | 71.05       | 13           | 49.07        | 13          | 74.82       |
| 13.                            | Louise Waldenová / Owen Edwards            | Spojené království | 122.59 | 4           | 72.75       | 14           | 48.36        | 14          | 74.23       |
| 14.                            | Irina Shtorková / Taavi Rand               | Estonsko           | 121.09 | 7           | 69.21       | 19           | 44.97        | 12          | 76.12       |
| 15.                            | Siobhan Heekinová-Canedyová / Dmitri Dun   | Ukrajina           | 119.95 | 3           | 73.10       | 16           | 46.71        | 15          | 73.24       |
| 16.                            | Sara Hurtadová / Adrià Díaz                | Španělsko          | 117.26 | 5           | 72.07       | 12           | 49.35        | 17          | 67.91       |
| 17.                            | Zsuzsanna Nagyová / Máté Fejes             | Maďarsko           | 114.40 |             |             | 18           | 44.99        | 16          | 69.41       |
| 18.                            | Gabriela Kubová / Dmitrij Kiseljov         | Česko              | 113.51 |             |             | 17           | 45.88        | 18          | 67.63       |
| 19.                            | Lucie Myslivečková / Neil Brown            | Česko              | 111.46 | 8           | 68.68       | 15           | 47.47        | 19          | 63.99       |
| 20.                            | Naděžda Frolenkovová / Michail Kasalo      | Ukrajina           | 104.74 |             |             | 20           | 42.60        | 20          | 62.14       |
| Nepostoupili do krátkého tance |                                            |                    |        |             |             |              |              |             |             |
| 21.                            | Tiffany Zahorská / Alexis Miart            | Francie            |        | 9           | 67.22       |              |              |             |             |
| 22.                            | Ramona Elsenerová / Florian Roost          | Švýcarsko          |        | 10          | 67.01       |              |              |             |             |
| 23.                            | Dóra Turócziová / Balázs Major             | Maďarsko           |        | 11          | 65.01       |              |              |             |             |
| 24.                            | Barbora Silná / Juri Kurakin               | Rakousko           |        | 12          | 63.34       |              |              |             |             |
| 25.                            | Henna Lindholmová / Ossi Kanervo           | Finsko             |        | 13          | 63.26       |              |              |             |             |
| 26.                            | Alisa Agafonovová / Alper Uçar             | Turecko            |        | 14          | 60.63       |              |              |             |             |
| 27.                            | Alexandra Zvoryginová / Maciej Bernadowski | Polsko             |        | 15          | 58.94       |              |              |             |             |
| 28.                            | Lesia Valadzenkavová / Vitali Vakunov      | Bělorusko          |        | 16          | 57.97       |              |              |             |             |
| 29.                            | Ekaterina Bugrovová / Vasili Rogov         | Izrael             |        | 17          | 56.11       |              |              |             |             |
| 30.                            | Xenia Pečerkinová / Aleksandrs Jakušin     | Lotyšsko           |        | 18          | 53.93       |              |              |             |             |
| 31.                            | Alexandra Čisťjakovová / Dimitar Ličev     | Bulharsko          |        | 19          | 45.42       |              |              |             |             |